# Louis Jean Nicolas Abbé
Louis Jean Nicolas Abbé, né le 28 août 1764 à Trépail en Champagne et mort le 9 avril 1834 à Châlons-sur-Marne, est un général de division du Premier Empire et un baron de l'Empire.

## Biographie

### Du simple soldat au chef de brigade
Il est le fils de Nicolas Abbé et de Jeanne Sergent.
Il entre au service le 14 avril 1784 comme soldat dans le régiment de Barrois. Caporal le 15 juillet 1786, Sergent le 1er février 1789 puis Sergent-major le 29 avril 1792, à l'armée des Alpes. Adjudant sous-officier le 19 septembre 1792, il rejoint l'armée d'Italie l'année suivante. Sous-lieutenant le 18 septembre 1793, il se distingue à l'affaire de Limone, où il est blessé d'un coup de feu le 3 décembre 1793. Adjoint à l'adjudant général Jardin, 20 mai 1794, il sert à la prise du poste de Limone. Lieutenant en l'an IV (3 avril 1796), il se signale devant Mantoue puis de nouveau au passage du Mincio le 7 août, à la prise de Governolo le 24 il combat à Castellaro le 12 septembre 1798 où il est blessé d'un coup de biscaïen.
Le 6 décembre 1798, il surprend la ville de Novare, en Piémont, par un coup de main que lui-même a proposé au général en chef Barthélemy Catherine Joubert. Avec quelques grenadiers cachés dans deux voitures, et placé lui-même dans la première, il se fait ouvrir la porte comme envoyé extraordinaire auprès du roi par le général en chef. Arrivé en face du corps de garde, il se précipite sur le poste à la tête de ses grenadiers, s'empare des faisceaux d'armes et fait 25 prisonniers. Le général Victor, qui le suit de près avec des troupes, s'empare de la ville et fait mettre bas les armes à une garnison de 1 200 hommes.
Le Directoire exécutif nomme Abbé capitaine au 8e dragons le 13 décembre 1798. Envoyé à Paris pour présenter au gouvernement les drapeaux pris à l'ennemi, il est nommé chef d'escadron le 22 janvier 1799 et reçoit un sabre et des pistolets d'honneur. Le 29 août, il devient l'aide de camp du général Leclerc et le suit à l'armée du Rhin en l'an VII (1800), puis à l'armée d'observation du Midi en l'an IX (1801) puis à l'expédition de Saint-Domingue (1801-1802) où il est nommé provisoirement chef de brigade. De retour en France, il est confirmé dans ce grade par arrêté du premier Consul et nommé commandant la 22e demi-brigade légère en Corse le 24 mars 1803. 

### Général du Premier Empire
Membre de la Légion d'honneur, Abbé sert à la 2e division de l'armée d'Italie en 1805 puis à l'armée de Naples. Le 4 juillet 1806, à la bataille de Maida en Calabre, il protège la retraite de l'armée après le combat de Santa-Eufémia. Napoléon Ier récompense sa bravoure et ses talents militaires par le grade de général de brigade le 1er mars 1807. Le 27 du même mois, le général Abbé participe à la défaite des Anglo-Siciliens à Mileto puis entra à Reggio le 31 mai et participe au siège et à la prise du fort de Scylla. Il est élevé à la dignité de commandant de la Légion d'honneur, le 23 octobre 1808.
Commandant la 2e brigade de la 3e division à l'armée d'Italie le 17 février 1809. Il sert à Sacile, en avril au combat de Soave puis en mai à la bataille du Piave, Villanova et Osopo. De haute lutte, il emporte le pont de Karako le 11 juin et obtint une dotation de 4 000 francs de rente annuelle sur le département de Rome. Envoyé à l'armée d'Espagne en janvier 1810, il est employé au 3e Corps de Louis-Gabriel Suchet. Le 13 mai, il participe à la prise de Lérida. Le 8 juillet, à la tête de 1 800 hommes, il bat 3 000 Espagnols commandés par O'Donnell et s'empare de Tivisa. Il est fait baron de l'Empire le 30 octobre 1810. Peu après, il se signale dans divers combats et notamment au siège de Tortose en décembre 1810 en repoussant une sortie. En 1811, à la tête de la 1re brigade de la 3e division de l'armée d'Aragon, il combat à Chèca, à Bruch et se distingue fin juin durant le siège de Tarragone, enlève de vive force le Montserrat le 24 juillet. Elevé au grade de général de division le 31 juillet 1811, il commande une division en Navarre sous les ordres du général Reille début 1812. Le 22 août, il fait perdre plus de 800 hommes au chef insurgé Mina et affronte ce dernier pendant près d'un an. Il est nommé gouverneur de Pampelune la même année.
Rentré en France en 1813, à la suite de la bataille de Vitoria, il commande la 3e division du corps du centre à l'armée du Midi. Repoussé d'Urdax puis d'Espelette, le 10 novembre, il combat sur la Nive et fait des prodiges de valeur à la bataille de Saint-Pierre d'Irube le 13 décembre 1813. Affecté à Bayonne avec sa division pour participer à la défense de la ville pendant le blocus imposé par les Anglais, il se distingue notamment lors de la grande sortie décidée le 14 avril 1814, par le général Thouvenot, commandant en chef et gouverneur de la place. Avec les unités du général Maucomble, il met hors de combat environ 1 000 Anglais. 

### D'une restauration à l'autre
Après l'abdication de Napoléon, Abbé envoie son adhésion au nouveau gouvernement. Louis XVIII le fait chevalier de Saint-Louis le 19 juillet 1814 et lui confie, le 15 janvier 1815, le commandement de la 2e subdivision (Basses-Alpes et Var) de la 8e division militaire à Toulon. Informé le 2 mars du débarquement de l'Empereur, il communique cette nouvelle au maréchal Masséna, gouverneur de la 8e division qui se trouve à Marseille et prend, de concert avec les autres autorités locales, toutes les mesures commandées par la circonstance. Le duc d'Angoulême, arrivé à Toulon, approuve les mesures prises par le général Louis Abbé. Le 5 avril 1815, il est arrêté à Cannes par la population en armes. Mis en liberté peu de jours après, il se rallie à l'Empire le 15 avril.
Le 23 avril, il reçoit ordre de l'Empereur de prendre le commandement de la 18e division militaire, sous les ordres du général Lecourbe à Belfort. Il bat les Autrichiens le 27 juin, à Dannemarie avant de battre en retraite sur Belfort en raison de l'infériorité de ses forces, tenant néanmoins ses adversaires à bonne distance. Le 29 juin il livre combat à Foussemagne.
Mis en non activité le 2 septembre 1815, le général Louis Abbé est mis à la retraite le 1er janvier 1816. Rentré dans la vie civile, il se retire à Châlons-sur-Marne.
En août 1830, il prend le commandement de la garde nationale de Châlons, mais ses infirmités le forcent à y renoncer. Admis au cadre de réserve de l'état-major général le 7 février 1831, il est de nouveau admis à la retraite le 1er mai 1832, et meurt à Châlons-sur-Marne le 9 avril 1834 où il est enterré. Le nom du général Abbé est inscrit au côté Ouest de l'Arc de Triomphe de l'Etoile.

## Armoiries
| Figure | Blasonnement |
|        | Armes du baron Abbé et de l'Empire, décret du 30 octobre 1810, confirmé par lettres patentes du 3 février 1815. Écartelé : au 1, d'or, à une tête de Maure de sable, tortillée d'argent ; au 2, des barons militaires de l'Empire ; au 3, de gueules, au château d'argent, flanqué de deux tours du même ; au 4, d'or, à la licorne furieuse de sable., La référence 2 (Armorial du Premier Empire) donne pour le 4 : d'argent, à la licorne furieuse de sable. |
|        | Armes sous la Restauration Écartelé : au 1er d'or, à une tête de Maure de sable, tortillée d'argent ; au 2e de gueules, à l'épée haute en pal d'argent ; au 3e de gueules, au château flanqué de deux tours d'argent ; au 4e d'or, à la licorne furieuse de sable. |

## Distinctions
- Il fait partie des 558 officiers à avoir son nom gravé sous l'arc de triomphe de l'Étoile.
- Commandeur de la Légion d'honneur
- Chevalier de l'ordre royal et militaire de Saint-Louis

## Sources et bibliographie
- « Louis Jean Nicolas Abbé », dans Charles Mullié, Biographie des célébrités militaires des armées de terre et de mer de 1789 à 1850, 1852 [détail de l’édition]
- « Abbé (Jean-Nicolas-Louis) », dans Biographie nouvelle des contemporains ou Dictionnaire historique et raisonné de tous les hommes qui, depuis la Révolution française, ont acquis de la célébrité ..., par MM. A. V. Arnault, A. Jay, E. Jouy, J. Norvins, etc. , vol. 2, Paris : à la Librairie historique, 1821, supplément au premier volume p. 1-3